# Championnat DTM 2022
Navigation
2021 2023
Le championnat Deutsche Tourenwagen Masters 2022 est la 23e saison du DTM depuis sa renaissance en 2000. Cette saison est la deuxième sous la catégorie GT3, depuis le changement de réglementation.

## Écuries et pilotes
Toutes les voitures sont équipées de pneumatiques Michelin.
| Constructeurs | Voitures                         | Moteurs                     | Écuries                                   | No. | Pilotes               | Status | Manches  | Ref.   |
| ------------- | -------------------------------- | --------------------------- | ----------------------------------------- | --- | --------------------- | ------ | -------- | ------ |
| Audi          | Audi R8 LMS Evo II               | Audi BXA 5.2 L V10          | Team Abt Sportsline                       | 3   | Kelvin van der Linde  |        | Toutes   | [ 1 ]  |
| Audi          | Audi R8 LMS Evo II               | Audi BXA 5.2 L V10          | Team Abt Sportsline                       | 7   | Ricardo Feller        |        | Toutes   | [ 2 ]  |
| Audi          | Audi R8 LMS Evo II               | Audi BXA 5.2 L V10          | Team Abt Sportsline                       | 33  | René Rast             |        | Toutes   | ,      |
| Audi          | Audi R8 LMS Evo II               | Audi BXA 5.2 L V10          | Team Rosberg                              | 12  | Dev Gore              |        | Toutes   | [ 5 ]  |
| Audi          | Audi R8 LMS Evo II               | Audi BXA 5.2 L V10          | Team Rosberg                              | 51  | Nico Müller           |        | Toutes   | [ 5 ]  |
| Audi          | Audi R8 LMS Evo II               | Audi BXA 5.2 L V10          | Attempto Racing                           | 66  | Marius Zug            |        | Toutes   | [ 6 ]  |
| BMW           | BMW M4 GT3                       | BMW S58B30T0 3.0 L Turbo I6 | Walkenhorst Motorsport                    | 10  | Esteban Muth          |        | 1–6      | ,      |
| BMW           | BMW M4 GT3                       | BMW S58B30T0 3.0 L Turbo I6 | Walkenhorst Motorsport                    | 10  | Leon Köhler           |        | 7–8      | [ 9 ]  |
| BMW           | BMW M4 GT3                       | BMW S58B30T0 3.0 L Turbo I6 | Walkenhorst Motorsport                    | 11  | Marco Wittmann        |        | Toutes   | ,      |
| BMW           | BMW M4 GT3                       | BMW S58B30T0 3.0 L Turbo I6 | Walkenhorst Motorsport                    | 34  | Theo Oeverhaus        | Invité | 5        | [ 10 ] |
| BMW           | BMW M4 GT3                       | BMW S58B30T0 3.0 L Turbo I6 | Schubert Motorsport                       | 25  | Philipp Eng           |        | Toutes   | ,      |
| BMW           | BMW M4 GT3                       | BMW S58B30T0 3.0 L Turbo I6 | Schubert Motorsport                       | 31  | Sheldon van der Linde |        | Toutes   | ,      |
| BMW           | BMW M4 GT3                       | BMW S58B30T0 3.0 L Turbo I6 | Ceccato Motors                            | 50  | Timo Glock            | Invité | 3        | [ 11 ] |
| Ferrari       | Ferrari 488 GT3 Evo 2020         | Ferrari F154 3.9 L Turbo V8 | AlphaTauri AF Corse                       | 37  | Sébastien Loeb        |        | 1        | [ 12 ] |
| Ferrari       | Ferrari 488 GT3 Evo 2020         | Ferrari F154 3.9 L Turbo V8 | AlphaTauri AF Corse                       | 37  | Nick Cassidy          |        | 2–3, 5–8 | ,      |
| Ferrari       | Ferrari 488 GT3 Evo 2020         | Ferrari F154 3.9 L Turbo V8 | AlphaTauri AF Corse                       | 37  | Ayhancan Güven        |        | 4        | [ 16 ] |
| Ferrari       | Ferrari 488 GT3 Evo 2020         | Ferrari F154 3.9 L Turbo V8 | Red Bull AF Corse                         | 74  | Felipe Fraga          |        | Toutes   | ,      |
| Lamborghini   | Lamborghini Huracán GT3 Evo      | Lamborghini 5.2 L V10       | Grasser Racing Team                       | 6   | Alessio Deledda       |        | Toutes   | ,      |
| Lamborghini   | Lamborghini Huracán GT3 Evo      | Lamborghini 5.2 L V10       | Grasser Racing Team                       | 19  | Rolf Ineichen         |        | 1–3, 5–8 | ,      |
| Lamborghini   | Lamborghini Huracán GT3 Evo      | Lamborghini 5.2 L V10       | Grasser Racing Team                       | 19  | Franck Perera         |        | 4        | [ 20 ] |
| Lamborghini   | Lamborghini Huracán GT3 Evo      | Lamborghini 5.2 L V10       | Grasser Racing Team                       | 63  | Mirko Bortolotti      |        | Toutes   | ,      |
| Lamborghini   | Lamborghini Huracán GT3 Evo      | Lamborghini 5.2 L V10       | Grasser Racing Team                       | 85  | Clemens Schmid        |        | Toutes   | [ 21 ] |
| Lamborghini   | Lamborghini Huracán GT3 Evo      | Lamborghini 5.2 L V10       | T3 Motorsport                             | 26  | Esmee Hawkey          |        | 1–2      | ,      |
| Lamborghini   | Lamborghini Huracán GT3 Evo      | Lamborghini 5.2 L V10       | T3 Motorsport                             | 95  | Nicki Thiim           |        | 1–2      | ,      |
| Mercedes-AMG  | Mercedes-AMG GT3 Evo             | Mercedes-AMG M159 6.2 L V8  | \| \| Mercedes-AMG Team Winward Racing \| | 1   | Maximilian Götz       |        | Toutes   | ,      |
| Mercedes-AMG  | Mercedes-AMG GT3 Evo             | Mercedes-AMG M159 6.2 L V8  | \| \| Mercedes-AMG Team Winward Racing \| | 22  | Lucas Auer            |        | Toutes   | ,      |
| Mercedes-AMG  | Mercedes-AMG GT3 Evo             | Mercedes-AMG M159 6.2 L V8  | \| \| Mercedes-AMG Team Winward Racing \| | 27  | David Schumacher      |        | Toutes   | [ 26 ] |
| Mercedes-AMG  | Mercedes-AMG GT3 Evo             | Mercedes-AMG M159 6.2 L V8  | Mercedes-AMG Team HRT                     | 4   | Luca Stolz            |        | Toutes   | ,      |
| Mercedes-AMG  | Mercedes-AMG GT3 Evo             | Mercedes-AMG M159 6.2 L V8  | Mercedes-AMG Team HRT                     | 36  | Arjun Maini           |        | Toutes   | ,      |
| Mercedes-AMG  | Mercedes-AMG GT3 Evo             | Mercedes-AMG M159 6.2 L V8  | Mercedes-AMG Team Mücke Motorsport        | 18  | Maximilian Buhk       |        | Toutes   | ,      |
| Mercedes-AMG  | Mercedes-AMG GT3 Evo             | Mercedes-AMG M159 6.2 L V8  | Mercedes-AMG Team GruppeM Racing          | 55  | Mikaël Grenier        |        | Toutes   | ,      |
| Mercedes-AMG  | Mercedes-AMG GT3 Evo             | Mercedes-AMG M159 6.2 L V8  | Mercedes-AMG Team GruppeM Racing          | 88  | Maro Engel            |        | Toutes   | ,      |
| Porsche       | Porsche 911 GT3 R                | Porsche 4.0 L Flat-6        | KÜS Team Bernhard                         | 24  | Thomas Preining       |        | Toutes   | [ 30 ] |
| Porsche       | Porsche 911 GT3 R                | Porsche 4.0 L Flat-6        | SSR Performance                           | 92  | Laurens Vanthoor      |        | 1–7      | ,      |
| Porsche       | Porsche 911 GT3 R                | Porsche 4.0 L Flat-6        | SSR Performance                           | 92  | Christian Engelhart   |        | 8        | [ 33 ] |
| Porsche       | Porsche 911 GT3 R                | Porsche 4.0 L Flat-6        | SSR Performance                           | 94  | Dennis Olsen          |        | Toutes   | ,      |
|               | Mercedes-AMG Team Winward Racing |                             |                                           |     |                       |        |          |        |

|  | Mercedes-AMG Team Winward Racing |

| Icon   | Status                                              |
| ------ | --------------------------------------------------- |
| Invité | Pilotes invités inéligibles pour marquer des points |

## Calendrier de la saison 2022
Le calendrier 2022 devait initialement avoir neuf courses. Cependant, le 23 décembre 2021, il a été annoncé que la course de 4 et 5 juin 2022 n'aurait finalement pas lieu.
Le circuit de Spa-Francorchamps fait son retour au calendrier du DTM après un an d'absence.
Les circuits de Portimão et d'Imola font leurs premières apparitions dans le championnat DTM, alors que Monza, Zolder et Assen ont été retiré du calendrier 2022.
| Manche                           | Circuit                            | Localité                      | Course 1     | Course 2     |
| -------------------------------- | ---------------------------------- | ----------------------------- | ------------ | ------------ |
| 1                                | Autódromo Internacional do Algarve | Portimão, Algarve             | 30 Avril     | 1 Mai        |
| 2                                | EuroSpeedway Lausitz               | Klettwitz, Brandenburg        | 21 Mai       | 22 Mai       |
| 3                                | Autodromo Enzo e Dino Ferrari      | Imola, Emilia-Romagna         | 18 Juin      | 19 Juin      |
| 4                                | Norisring                          | Nuremberg, Bavière            | 2 Juillet    | 3 Juillet    |
| 5                                | Nürburgring                        | Nürburg, Rhénanie-Palatinat   | 27 Août      | 28 Août      |
| 6                                | Circuit de Spa-Francorchamps       | Stavelot, Province de Liège   | 10 Septembre | 11 Septembre |
| 7                                | Red Bull Ring                      | Spielberg, Styrie             | 24 Septembre | 25 Septembre |
| 8                                | Hockenheimring                     | Hockenheim, Baden-Württemberg | 8 Octobre    | 9 Octobre    |
| Source: dtm.com, .motorsport.com |                                    |                               |              |              |

## Résultats et Classement
| Round | Round | Circuit                            | Pole position         | Meilleur tour         | Pilote vainqueur      | Écurie gagnante           | Constructeur gagnant |
| ----- | ----- | ---------------------------------- | --------------------- | --------------------- | --------------------- | ------------------------- | -------------------- |
| 1     | R1    | Autódromo Internacional do Algarve | Mirko Bortolotti      | Luca Stolz            | Lucas Auer            | Mercedes-AMG Team Winward | Mercedes-AMG         |
| 1     | R2    | Autódromo Internacional do Algarve | Nico Müller           | Felipe Fraga          | Nico Müller           | Team Rosberg              | Audi                 |
| 2     | R1    | EuroSpeedway Lausitz               | Lucas Auer            | Sheldon van der Linde | Sheldon van der Linde | Schubert Motorsport       | BMW                  |
| 2     | R2    | EuroSpeedway Lausitz               | Sheldon van der Linde | Maro Engel            | Sheldon van der Linde | Schubert Motorsport       | BMW                  |
| 3     | R1    | Autodromo Enzo e Dino Ferrari      | René Rast             | Mirko Bortolotti      | René Rast             | Team Abt Sportsline       | Audi                 |
| 3     | R2    | Autodromo Enzo e Dino Ferrari      | Ricardo Feller        | Nick Cassidy          | Ricardo Feller        | Team Abt Sportsline       | Audi                 |
| 4     | R1    | Norisring                          | Kelvin van der Linde  | Thomas Preining       | Thomas Preining       | KÜS Team Bernhard         | Porsche              |
| 4     | R2    | Norisring                          | Felipe Fraga          | Mirko Bortolotti      | Felipe Fraga          | Red Bull AF Corse         | Ferrari              |
| 5     | R1    | Nürburgring                        | Mirko Bortolotti      | Kelvin van der Linde  | Sheldon van der Linde | Schubert Motorsport       | BMW                  |
| 5     | R2    | Nürburgring                        | Sheldon van der Linde | Luca Stolz            | Luca Stolz            | Mercedes-AMG Team HRT     | Mercedes-AMG         |
| 6     | R1    | Circuit de Spa-Francorchamps       | Dennis Olsen          | Maximilian Götz       | Dennis Olsen          | SSR Performance           | Porsche              |
| 6     | R2    | Circuit de Spa-Francorchamps       | René Rast             | Rolf Ineichen         | Nick Cassidy          | AlphaTauri AF Corse       | Ferrari              |
| 7     | R1    | Red Bull Ring                      | Nick Cassidy          | Mirko Bortolotti      | Nick Cassidy          | AlphaTauri AF Corse       | Ferrari              |
| 7     | R2    | Red Bull Ring                      | Maro Engel            | Lucas Auer            | Thomas Preining       | KÜS Team Bernhard         | Porsche              |
| 8     | R1    | Hockenheimring                     | Lucas Auer            | Sheldon van der Linde | Lucas Auer            | Mercedes-AMG Team Winward | Mercedes-AMG         |
| 8     | R2    | Hockenheimring                     | René Rast             | Marco Wittmann        | Marco Wittmann        | Walkenhorst Motorsport    | BMW                  |

## Système de points
Les points de la course sont attribués aux 10 premiers pilotes classés. 1 point est attribué pour le meilleur tour en course, même si le pilote termine hors du top 10. 3, 2 et 1 points sont attribués aux trois premiers classés des qualifications.
Ce système d'attribution des points est utilisé pour chaque course du championnat.
| Courses | 1er | 2e | 3e | 4e | 5e | 6e | 7e | 8e | 9e | 10e | MT |
| Points  | 25  | 18 | 15 | 12 | 10 | 8  | 6  | 4  | 2  | 1   | 1  |

| Qualifications | 1er | 2e | 3e |
| Points         | 3   | 2  | 1  |

## Classement des pilotes
| Pos.                                                                            | Pilotes               | POR | POR | LAU | LAU | IMO | IMO  | NOR  | NOR | NÜR | NÜR | SPA  | SPA  | RBR | RBR | HOC | HOC  | Points |
| ------------------------------------------------------------------------------- | --------------------- | --- | --- | --- | --- | --- | ---- | ---- | --- | --- | --- | ---- | ---- | --- | --- | --- | ---- | ------ |
| 1                                                                               | Sheldon van der Linde | 7   | 8   | 12  | 1   | 8   | 5    | Ret  | 15  | 1   | 91  | 12   | 2    | 11  | 11  | 2   | 3    | 164    |
| 2                                                                               | Lucas Auer            | 13  | 22  | 31  | 8   | Ret | 4    | Ret  | 13  | 5   | 3   | Ret3 | 4    | 4   | 6   | 1   | 7    | 153    |
| 3                                                                               | René Rast             | Ret | 12  | 8   | 32  | 1   | Ret  | 3    | 3   | 9   | Ret | 4    | Ret1 | 21  | 10  | 5   | 21   | 149    |
| 4                                                                               | Mirko Bortolotti      | 31  | 32  | 6   | 6   | 3   | 10   | Ret  | 2   | Ret | 19  | 8    | 10   | 3   | 8   | 73  | Ret  | 121    |
| 5                                                                               | Thomas Preining       | 13  | Ret | Ret | Ret | 43  | Ret  | 12   | 9   | Ret | 7   | 32   | 3    | 5   | 1   | Ret | NP   | 116    |
| 6                                                                               | Luca Stolz            | 2   | Ret | 2   | 12  | 11  | 12   | 7    | 8   | 17  | 1   | 15   | 5    | 10  | 2   | 92  | 9    | 108    |
| 7                                                                               | Nico Müller           | Ret | 1   | Ret | 5   | 2   | 8    | Ret  | 12  | Ret | 6   | 6    | 22   | 63  | 7   | 8   | 6    | 105    |
| 8                                                                               | Marco Wittmann        | NC  | 4   | Ret | 10  | 7   | 3    | Abd. | 43  | 8   | 10  | 9    | 9    | 14  | 12  | 3   | 1    | 98     |
| 9                                                                               | Kelvin van der Linde  | 4   | 6   | Ret | 20  | 5   | 13   | Ret1 | Ret | 2   | 42  | 5    | 14   | 8   | Ret | 12  | 5    | 90     |
| 10                                                                              | Dennis Olsen          | 5   | 11  | Ret | 11  | 9   | Ret  | 2    | 5   | Ret | 23  | 1    | 19   | Ret | 9   | Ret | NP   | 89     |
| 11                                                                              | Maximilian Götz       | 11  | 5   | 10  | 15  | 20  | 9    | 6    | 6   | 4   | 5   | 2    | 15   | 9   | 202 | 15  | Ret  | 74     |
| 12                                                                              | Maro Engel            | 10  | 10  | 53  | 23  | 10  | 7    | Ret  | 10  | 16  | Ret | Ret  | 23   | 7   | 31  | 11  | Ret  | 65     |
| 13                                                                              | Nick Cassidy          |     |     | 9   | 23  | 14  | 17   |      |     | 7   | Ret | 10   | 13   | 12  | 183 | Ret | NP   | 64     |
| 14                                                                              | Philipp Eng           | 9   | Ret | Ret | 4   | 12  | 6    | 5    | 11  | 6   | Ret | Ret  | 7    | 12  | 5   | 6   | Ret  | 64     |
| 15                                                                              | Ricardo Feller        | 6   | 9   | Ret | 7   | Ret | 1    | 8    | Ret | 3   | Ret | 18   | 13   | 15  | 22  | Ret | 12   | 63     |
| 16                                                                              | Felipe Fraga          | Ret | 23  | Ret | NP  | Ret | Ret2 | Ret  | 1   | Ret | DSQ | 7    | 8    | Ret | 15  | 13  | NP   | 60     |
| 17                                                                              | Dev Gore              | Ret | 20  | 16  | 17  | Ret | 2    | Ret  | 19  | Ret | Ret | 21   | 25   | 20  | Ret | 4   | 11   | 30     |
| 18                                                                              | Laurens Vanthoor      | 8   | 7   | 7   | 9   | 13  | Ret  | 4    | 16  | Ret | 11  | Ret  | 12   | Ret | 16  |     |      | 30     |
| 19                                                                              | Arjun Maini           | 17  | 13  | 4   | 13  | 16  | 18   | Ret  | 14  | 15  | 14  | 14   | 11   | 13  | 4   | Ret | NP   | 24     |
| 20                                                                              | Mikaël Grenier        | 152 | Ret | Ret | Ret | 19  | 15   | 9    | Ret | 10  | 8   | Ret  | 6    | Ret | NP  | Ret | NP   | 17     |
| 21                                                                              | Marius Zug            | 18  | 16  | 15  | Ret | 17  | Ret  | 11   | Ret | 14  | 12  | 17   | 16   | 19  | 19  | Ret | 43   | 13     |
| 22                                                                              | Clemens Schmid        | 21  | 19  | 17  | Ret | 6   | Ret  | 10   | 17  | 12  | Ret | 22   | 26   | Ret | 17  | Ret | Ret2 | 11     |
| 23                                                                              | Ayhancan Güven        |     |     |     |     |     |      | Ret3 | 7   |     |     |      |      |     |     |     |      | 7      |
| 24                                                                              | Leon Köhler           |     |     |     |     |     |      |      |     |     |     |      |      | Ret | 13  | 16  | 8    | 4      |
| 25                                                                              | Maximilian Buhk       | 19  | 17  | 11  | 22  | 18  | Ret  | Ret  | Ret | 11  | 13  | 16   | 21   | 17  | 14  | 10  | Ret  | 1      |
| 26                                                                              | Alessio Deledda       | 22  | 23  | 19  | 21  | 22  | 16   | Ret  | 18  | 20  | 16  | 20   | 18   | 21  | 21  | Ret | 10   | 1      |
| 27                                                                              | Rolf Ineichen         | Ret | Ret | 14  | 16  | 15  | Ret  |      |     | 18  | 17  | 19   | 17   | 18  | 23  | Ret | NP   | 1      |
| 28                                                                              | David Schumacher      | 20  | 15  | Ret | 14  | 21  | Ret  | Ret  | Ret | Ret | Ret | 11   | 20   | 16  | 24  | Ret | NP   | 0      |
| 29                                                                              | Esteban Muth          | 14  | 14  | 12  | 18  | Ret | 14   | Ret  | NP  | 13  | 15  | 13   | 24   |     |     |     |      | 0      |
| 30                                                                              | Nicki Thiim           | 12  | Ret | 13  | Ret |     |      |      |     |     |     |      |      |     |     |     |      | 0      |
| 31                                                                              | Christian Engelhart   |     |     |     |     |     |      |      |     |     |     |      |      |     |     | 14  | Ret  | 0      |
| 32                                                                              | Sébastien Loeb        | 16  | 18  |     |     |     |      |      |     |     |     |      |      |     |     |     |      | 0      |
| 33                                                                              | Esmee Hawkey          | Ret | 21  | 18  | 19  |     |      |      |     |     |     |      |      |     |     |     |      | 0      |
| 34                                                                              | Franck Perera         |     |     |     |     |     |      | Ret  | NP  |     |     |      |      |     |     |     |      | 0      |
| Pilotes invités inéligibles pour marquer des points au championnat des pilotes. |                       |     |     |     |     |     |      |      |     |     |     |      |      |     |     |     |      |        |
| —                                                                               | Timo Glock            |     |     |     |     | Ret | 11   |      |     |     |     |      |      |     |     |     |      | 0      |
| —                                                                               | Theo Oeverhaus        |     |     |     |     |     |      |      |     | 19  | 18  |      |      |     |     |     |      | 0      |
| Pos.                                                                            | Pilotes               | POR | POR | LAU | LAU | IMO | IMO  | NOR  | NOR | NÜR | NÜR | SPA  | SPA  | RBR | RBR | HOC | HOC  | Points |

| Couleur | Résultat          |
| ------- | ----------------- |
| Or      | Vainqueur         |
| Argent  | 2e place          |
| Bronze  | 3e place          |
| Vert    | Dans les points   |
| Bleu    | Hors des points   |
| Violet  | Abandon (Ret)     |
| Noire   | Disqualifié (DSQ) |
| Blanc   | Non partant (NP)  |

Gras – Pole position

Italique – Meilleur tour

† – Abandon, mais classé
(75 % de la distance de la
 course complétée)

1 – 3 points pour la Pole

2 – 2 points pour la P2

3 – 1 point pour la P3

## Classement des équipes
| Pos. | Équipe                             | Points |
| ---- | ---------------------------------- | ------ |
| 1    | Schubert Motorsport                | 226    |
| 2    | Mercedes-AMG Team Winward          | 152    |
| 3    | Team Abt Sportsline                | 152    |
| 4    | Team Abt                           | 149    |
| 5    | Team Rosberg                       | 135    |
| 6    | Mercedes-AMG Team HRT              | 130    |
| 7    | Red Bull AlphaTauri AF Corse       | 129    |
| 8    | SSR Performance                    | 119    |
| 9    | Grasser Racing Team                | 118    |
| 10   | KÜS Team Bernhard                  | 115    |
| 11   | Walkenhorst Motorsport             | 101    |
| 12   | Mercedes-AMG Team GruppeM Racing   | 81     |
| 13   | Mercedes-AMG Team Winward Racing   | 73     |
| 14   | Attempto Racing                    | 13     |
| 15   | Grasser Racing Team                | 12     |
| 16   | Mercedes-AMG Team Mücke Motorsport | 1      |
| 17   | T3 Motorsport                      | 0      |

## Classement des constructeurs
Seuls les points marqués par les trois premiers pilotes d'un constructeur en qualifications et en courses comptent pour le championnat des constructeurs.
| Pos. | Constructeur | Points |
| ---- | ------------ | ------ |
| 1    | Audi         | 441    |
| 2    | Mercedes-AMG | 413    |
| 3    | BMW          | 327    |
| 4    | Porsche      | 234    |
| 5    | Lamborghini  | 130    |
| 6    | Ferrari      | 129    |